# Філі (електродепо)
55°44′40″ пн. ш. 37°30′11″ сх. д. / 55.74444° пн. ш. 37.50306° сх. д.
Електродепо «Філі» (ТЧ-9) (рос. электродепо «Фили» (ТЧ-9)) — електродепо в Москві, що обслуговує Філівську лінію Московського метрополітену. Введено в експлуатацію 1 січня 1962. Обслуговує маршрути № 01-15, 51-55. В 2008 — 2018 роках обслуговувало також Арбатсько-Покровську лінію.

## Лінії, що обслуговує
| Лінія                      | Роки      |
| -------------------------- | --------- |
| Арбатсько-Покровська лінія | 2008—2018 |
| Філівська лінія            | з 1962    |

## Рухомий склад
| Тип вагонів                   | Роки      |
| ----------------------------- | --------- |
| В2                            | 1962–1963 |
| Д                             | 1962–1992 |
| Е                             | 1986–2008 |
| Ем-508, Ем-509, Еж, Еж1       | 1986–2009 |
| 81-740А/741А «Русич»          | 2004–2006 |
| 81-740.1/741.1 «Русич»        | 2005–2019 |
| 81-717/714                    | 2011–2018 |
| 81-765.2/766.2/767.2 «Москва» | з 2018    |

Колійний розвиток станції Багратіонівська і електродепо Філі

Заміна вагонів типу «Д» на вагони «Е» різних модифікацій в електродепо «Філі» була закінчена в 1992. Але, після 1992 і до 2008 року в електродепо потроху надходили вагони типів «Е», «Еж», «Еж1», «Ем-508» і «Ем-509» з електродепо, що переводяться на нові вагони (спочатку «Калузького», потім «Свіблово», «Черкізово» і, нарешті, «Північного»). При цьому у «Філях» списувалися найстаріші вагони серії Е.
У квітні 2004 в депо «Філі» надійшов на випробування дослідний тривагонний потяг з вагонів 81-740А/741А («Русич») № 0027-0514-0028. Але незабаром після випробувань цей потяг передали на Бутовську лінію. У червні 2005 року в депо надійшов перший серійний чотиривагонний потяг «Русич» 81-740.1/741.1 0030-0515-0516-0031. Вперше вийшов з пасажирами в кінці липня. Відтоді почалася масова заміна старих вагонів «Е», «Еж», «Еж1», «Ем-508», «Ем-509» на 81-740.1/741.1, яка завершилася в 2010 році.
Наприкінці листопада 2011 в депо передані 6-ти вагонні потяги типу 81-717/714 з електродепо «Червона Пресня», а також з електродепо «Новогіреєво», для експлуатації на ділянці Філівської лінії «Олександрівський сад»-«Міжнародна». Також ці потяги експлуатуються на ділянці «Олександрівський сад» — «Багратіонівська» при прямуванні в депо, але можуть слідувати також і до «Кунцевської». Планувалося, що вагони будуть обслуговувати лінію тимчасово, проте поки вони залишаються в експлуатації на Філівській лінії. Більш того, на зміну старішим вагонам цієї серії приходять новіші з депо, де йде заміна старих вагонів.

### Інші факти з історії
У 1975 увійшло до складу електродепо «Ізмайлово» як оборотне.
1 жовтня 1988 депо знову стало окремим депо московського метрополітену.
Після відкриття ділянки «Парк Перемоги»-«Строгіно» Арбатсько-Покровської лінії, електродепо «Філі» обслуговує її спільно з електродепо «Ізмайлово», але після відкриття електродепо в Митіно знову буде обслуговувати тільки потяги Філівської лінії.